# 대한민국 민법 제674조의3
대한민국 민법 제674조의3는 여행 개시 전의 계약 해제에 대한 민법조문이다. 2015년 2월 3일에 신설되었으며 2016년 2월 4일에 시행되었다. 

## 조문
제674조의3(여행 개시 전의 계약 해제) 여행자는 여행을 시작하기 전에는 언제든지 계약을 해제할 수 있다. 다만, 여행자는 상대방에게 발생한 손해를 배상하여야 한다.

## 참고 문헌
- 오현수, 일본민법, 진원사, 2014. ISBN 9788963463452
- 오세경, 대법전, 법전출판사 , 2014 ISBN 9788926210277
- 이준현 , LOGOS 민법 조문판례집, 미래가치, 2015. ISBN 9791155020869

## 같이 보기
- 여행
- 여행계약
- 해제
- 손해배상